# Норман Осборн (серія фільмів Сема Реймі)
До́ктор Но́рма́н Ві́рджил О́сборн (англ. Dr. Norman Virgil Osborn), також відомий своєю другою особистістю — Зеле́ний го́блін (англ. Green Goblin) — персонаж медіафраншизи Кіновсесвіту Marvel (КВМ) і лиходій з трилогії фільмів Сема Реймі, якого зобразив Віллем Дефо, адаптований з лиходія Marvel Comics, створений Стеном Лі та Стівом Дітко.
Норман представлений у першому фільмі «Людина-павук» (2002) як генеральний директор наукової компанії Oscorp і батько Гаррі Осборна. Норман має напружені стосунки зі своїм сином і часто нехтує ним на користь найкращого друга Гаррі, Пітера Паркера, тому що він вважає себе єдиним батьком у житті хлопчика після того, як його дядька Бена вбили.
Коли Оскорп стикається з фінансовими труднощами, а Нормана змушують укласти державний контракт, щоб врятувати його від банкрутства, він випробовує на собі нестабільну сироватку для підвищення працездатності, розвиваючи фізичні здібності та роздвоєння особистості. Ця нова персона, пізніше названа «Зеленим гобліном», час від часу захоплює тіло Нормана, щоб помститися своїм ворогам, використовуючи сучасне військове спорядження, викрадене з Oscorp. Згодом Норман усвідомлює свою роздвоєння особистості, але замість того, щоб відкидати свою персону Зеленого гобліна, він повністю приймає її. Пізніше він вступає в конфлікт з Людиною-павуком і врешті виявляє, що він Пітер, але випадково вбиває себе під час боротьби з ним. Персона Зеленого Гобліна Нормана з’являється посмертно в сиквелах «Людина-павук 2» (2004) і «Людина-павук 3» (2007) як галюцинація, що спокушає Гаррі, який припустив, що Людина-павук вбив його батька, щоб помститися герою. Дефо повторив роль у фільмі студії Marvel «Людина-павук: Додому шляху нема» (2021), дія якого відбувається у Кіновсесвіті Marvel (КВМ), в якому Нормана переносять туди прямо перед смертю разом із чотирма іншими лиходіями завдяки магічному заклинанню, яке пішло не так, і закінчується зіткненням з Людиною-павуком цього всесвіту та його союзниками.
Виступ Дефо в ролі Зеленого гобліна отримав широку оцінку критиків, і тепер цей персонаж вважається одним із найбільш знакових лиходіїв у фільмах про супергероїв.

## Створення

### Дизайн, лиття та виконання
Під час розробки того, що в кінцевому підсумку стане Людиною-павуком (2002), Девід Кепп переписав оригінальний сценарій Джеймса Кемерона, головним антагоністом був Зелений Гоблін і на додаток Доктор Восьминіг як другорядний антагоніст. Новий режисер Сем Реймі вважав, що Зелений Гоблін і сурогатна тема батька-сина між Норманом Осборном і Пітером Паркером, під впливом версії персонажа Ultimate Marvel, будуть цікавішими, тому він виключив Доктора Восьминога з фільму. У червні 2000 року Columbia Pictures найняла Скотта Розенберґа, щоб він переписав матеріал Кеппа. Віллем Дефо був обраний на роль Нормана Осборна в листопаді 2000 року. Ніколас Кейдж (який пізніше озвучить Людину-павука Нуара у фільмі «Людина-павук: Навколо всесвіту»), Джейсон Айссакс, Джон Малкович і Джим Керрі відмовилися від цієї ролі. Дефо наполягав на тому, щоб носити незручний костюм, оскільки відчував, що каскадер не передає необхідну мову тіла персонажа. Одягати костюм із 580 предметів знадобилося півгодини.
Пізніше Дефо назвав свою роль Зеленого гобліна однією зі своїх улюблених протягом усієї кар’єри, отримавши насолоду від грати безтурботного персонажа, особливо через його подвійні особистості, і балансуючи між драматичною та комедійною діяльністю. Зокрема, йому сподобалася дзеркальна сцена, в якій Норман Осборн виявляє та розмовляє з персонажем Зеленого Гобліна після вбивства ради директорів Oscorp. Сем Реймі дав Дефо копію Джекіла та Гайда для підготовки до сцени, яка була знята за один дубль кілька разів, перш ніж Реймі вирішив розділити її.
Щоб запобігти витоку його участі у фільмі «Людина-павук: Немає шляху додому» (2021) і зберегти секретність фільму, Дефо був змушений ходити знімальним майданчиком у плащі, що закриває його костюм. Актор Пітера Паркера / Людини-павука Том Голланд вперше зустрів Дефо, коли випадково зіткнувся з Дефо під час зйомок, відреагувавши здивовано, побачивши, хто був актор у плащі.

### Дизайн костюмів
Перш ніж зупинитися на зовнішньому вигляді, використаному у фільмі, оригінальний головний убір, створений для Зеленого гобліна, був аніматронною маскою, створеною Amalgamated Dynamics. Дизайн був набагато більш вірним коміксам, ніж готовий продукт, і дозволяв користувачеві висловити повний спектр емоцій. Зрештою, маска була знята до того, як актор був обраний на роль Зеленого гобліна, а замість цього для фільму був виготовлений статичний шолом військового рівня через аніматронну концепцію, яку керівники студії вважали «занадто моторошною» та через технічні труднощі та обмеження.

## Характеристика та теми
Як показано в серії фільмів Сема Реймі, Норман Осборн — науковець-трудоголік/бізнесмен, у якого складні стосунки зі своїм сином Гаррі. Чоловік, зосереджений на кар’єрі, який на першому місці ставить науку, бізнес і успіх і, незважаючи на щиру турботу про свого сина, має з ним віддалені стосунки і дуже розчарований у Гаррі, який має стати спадкоємцем Нормана, але йому не вистачає амбіцій свого батька, інтелект, сила та воля до успіху та контролю.
Зелений Гоблін — друга особистість Нормана Осборна, народжена через вплив експериментального газу, що підвищує продуктивність. Зелений Гоблін, можливо, є нестримним проявом прагнення Нормана Осборна до влади, бажання досягти успіху та ненависті до будь-кого, хто може бути перешкодою для його контролю, наприклад, жадібних підрядників і членів правління, а також його призначеного ворога, супергероя Павука. Людина. Він жорстокий, садистський і безтурботний психопат і надмірно амбітний маніяк, який вважає, що його сила дає йому безмежний потенціал і ставить його вище нормальних людей. Він навіть намагається запросити Людину-павука приєднатися до нього, вважаючи, що, будучи ще однією могутньою істотою, вони обоє можуть багато чого досягти разом. Він відмовляється цінувати людське життя і без вагань вбиває всіх, хто стоїть на його шляху. Незважаючи на те, що його психічна стабільність була сильно пошкоджена, Зелений Гоблін надзвичайно розумний і кмітливий, що робить його ще більш небезпечним.
У коміксах Норман Осборн або зображується як має подвійні особистості (в оригінальних/класичних зображеннях міфів про Людину-павука), або використовує персону Гобліна як маску для своїх злодійських вчинків і є справді злим (як у пізніших зображеннях), залежно на письменника. Фільми йшли за колишнім шляхом, що відокремлювало гобліна від нормальної особистості Нормана.
У 2020 році Джеймс Вітбрук із Gizmodo протиставляє Пітера Паркера / Людину-павука Тобі Маґвайра з Норманом Осборном / Зеленим Гобліном Віллема Дефо та Гаррі Осборном Джеймса Франко у спосіб, яким вони вибирають проявити свою владу в серії фільмів, як він зазначає, що провідні люди в серіалі, схоже, мають певну форму влади. У той час як Пітер вчиться приборкати свої здібності та приймати пов’язану з цим відповідальність, Норман побоюється втратити свою престижну посаду в своїй компанії, вибираючи шукати альтернативну владу у вигляді ненавмисного стану Зеленим Гобліном. В результаті він нападає на своїх колишніх колег і людей, про яких він піклується, а саме на Гаррі та Пітера, спускаючись далі в божевілля та божевілля. 

## Біографія вигаданого персонажа

### Становлення Зеленим Гобліном
Почувши, як його колега доктор Мендель Стромм розповів військовим чиновникам, які наглядають за проектом, що деякі з піддослідних зійшли з розуму, Осборну загрожує стиснутий термін і експерименти над собою. В результаті цього процесу розвивається альтернативна, божевільна особистість Осборна, і він вбиває Стромма. Військові вирішують передати контракт суперсолдата іншій компанії, Quest Aerospace, і в помсту божевільний Осборн під впливом нової персони Гобліна краде костюм і планер Оскорпа, вбивши кількох високопоставлених військових і Квеста. вчені, присутні на випробуванні. Хоча прототип Quest Aerospace знищено, компанія вирішує розширитися і, роблячи це, бере на себе контроль над Oscorp за умови, що Осборн піде з посади генерального директора. Гоблін вбиває раду директорів Оскорпа під час фестивалю на Таймс-сквер, таким чином усуваючи останню загрозу його контролю над Оскорпом, і ненавмисно мало не вбиває Мері Джейн Вотсон і зустрічає Людину-павука.
Гоблін очолює атаку на головного редактора Daily Bugle Дж. Джона Джеймсона, який назвав свою божевільну роздвоєння особистість «Зеленим гобліном», тому що фотографує Людину-павука. Гоблін пропонує Людині-павуку партнерство і применшує його вибір стати героєм, попереджаючи, що згодом місто обернеться проти нього. Гоблін приманює Людину-павука в палаючу квартиру і вимагає вибору Людини-павука, на що останній відмовляється з ним працювати. Після висновку, що Людина-павук — це Пітер Паркер, Осборн нападає та госпіталізує тітку Паркера Мей, а пізніше викрадає Мері Джейн завдяки своєму синові Гаррі. Гоблін змушує Людину-павука вибирати між порятунком Мері Джейн і трамвайним вагоном острова Рузвельта, повним дітей, але Паркер рятує обох. Гоблін жорстоко б'є Людину-павука, погрожуючи зробити смерть Мері Джейн "приємною і повільною", але розлючений Паркер жорстоко контратакує Гобліна. Гоблін ненадовго повертається до Нормана і знімає маску, щоб показати себе Паркеру, благаючи про прощення і заявляючи, що Паркер був для нього як син. Після того, як Паркер відповів, що його справжнім батьком є Бен Паркер, гоблін знову заволодів Норманом і намагається проткнути Паркера своїм лопатевим планером, але останній відчуває нападу та ухиляється, дозволяючи планеру замість цього смертельно заколоти Осборна, чиї останні слова — це прохання до Паркера не розповідати Гаррі.

### Як галюцинація
Через два роки Гаррі дізнається, що Паркер — Людина-павук, і зустрічає Осборна, який зараз живе галюцинацією. Осборн заявляє, що Гаррі повинен помститися за нього, а Гаррі не хоче вбити свого найкращого друга. Гаррі розбиває дзеркало і виявляє приховане лігво, в якому міститься обладнання та технології Зелених гоблінів.
Через рік Гаррі стає «Новим Гобліном» на честь спадщини Осборна. Присутність Осборна з’являється після того, як Гаррі відновлює свої спогади після його першої зустрічі з Паркером, нагадуючи Гаррі помститися за нього та йти за серцем Паркера. Однак Гаррі зрештою дізнається правду про смерть свого батька і відмовляється від вендети проти Паркера, допомагаючи йому в битві проти Флінта Марко / Піщаної людини та Едді Брока / Венома і віддаючи власне життя, щоб врятувати свого друга.

### Проникнення в іншу реальність
Через збій у заклинанні доктора Стівена Стренджа, щоб стерти спогади людей про Людини-павука, Осборн перед смертю потрапляє в цю альтернативну реальність через те, що він знає подвійну ідентичність Паркера як Людини-павука. Він атакує альтернативних Паркера та Отто Октавіуса на мосту Олександра Гамільтона. Після цього Осборн кидає свою маску гобліна й персону й тікає, якого FEAST отримує і лікує тітка Паркера Мей. Паркер працює над тим, щоб вилікувати Осборна, Октавіуса, Флінта Марко / Сандмена, Курта Коннорса / Ящіра і Макса Діллона / Електро, але Зелений Гоблін знову захоплює розум Осборна і зраджує групу. Він бореться з Пітером і вбиває Мей під час його втечі.
Після того, як Марко, Діллон і Коннорс одужали, Осборн нападає на Статую Свободи і знищує реліквію Стренджа, що містить заклинання, через що бар’єри між усесвітами руйнуються. Поки Стрендж намагається закрити бар’єри, розлючений Паркер ледь не вбиває Гобліна в битві, перш ніж його зупиняє Пітер Паркер з усесвіту Осборна. Паркер вводить ліки в Зеленого гобліна, перетворюючи його назад у розкаяного Нормана Осборна. Стрендж застосовує заклинання, щоб усі забули про існування Пітера Паркера, змушуючи Осборна, Пітера, Пісочну людину повернутися до свого рідного всесвіту.

## В інших медіа

### Телебачення
Ця версія Нормана Осборна згадується в «Людина-павук: новий анімаційний серіал», CGI-анімаційному телесеріалі, який є альтернативним продовженням першого фільму про Людину-павука. Як і у фільмах, Гаррі тримає образу на Людину-павука за смерть свого батька і не знає про злочинну діяльність Нормана як Зеленого Гобліна.

### Відеоігри
- Норман Осборн / Зелений Гоблін з'являється в адаптації відеоігор фільму 2002 року, де Віллем Дефо повторює свою роль у вокальному якості, що робить його та Тобі Маґвайра єдиними двома акторами фільму, які зробили це.
- Ця версія Нормана Осборна з’являється в його особі Зеленого гобліна в грі Spider-Man: Friend or Foe 2007 року, озвученої Роджером Л. Джексоном. У цій альтернативній хронології, де всі лиходії з фільмів про Людину-павука пережили свою передбачувану смерть, Гоблін присутній під час їхньої спроби вбити Людину-павука у початковій сцені гри. Гаррі також присутній і допомагає Людині-павуку в ролі Нового Гобліна, не визнаючи, що його батько в будь-який момент є серед лиходіїв. Після битви на групу нападає рій ФАНТОМів, і лиходії, включаючи Гобліна, раптово телепортуються в інше місце, а Людину-павука рятує ЩИТ. Потім гобліна промиває мізки злодійський натхненник ФАНТОМів і відправляється до Токіо. щоб отримати один з метеорних осколків, використаних для створення ФАНТОМів Там гравець бореться з ним на вершині міської вежі Оскорп, а Людина-павук знищує його амулет, що контролює розум, відновлюючи його свободу волі. Після цього Гоблін, прагнучи помститися тому, хто промивав йому мізки, неохоче об’єднується з Людиною-павуком і стає персонажем, яким можна грати до кінця гри.

## Сприйняття та спадщина

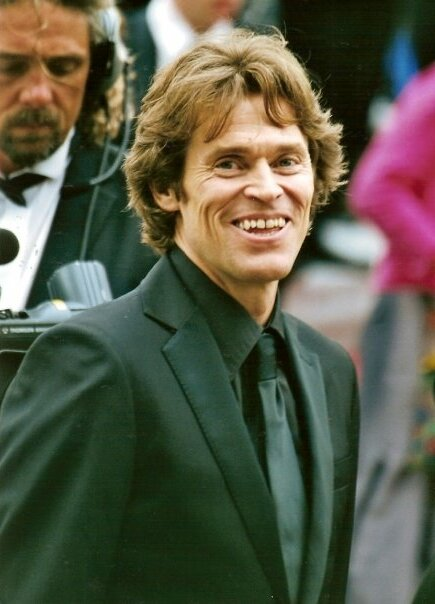
Віллем Дефо на Каннському кінофестивалі 2005 року

Роль Віллема Дефо в першому фільмі про Людину-павука була широко прийнята, включно з рецензентом New York Daily News, який вважав, що він «полякав головного лиходія», і Пітером Бредшоу з The Guardian, який вважав його «сильною підтримкою».    Проте костюм Зеленого гобліна, використаний у першому фільмі, зустрів неоднозначну реакцію, а через роки Річард Джордж з IGN прокоментував: «Ми не кажемо, що костюм з коміксів є точно захоплюючим, але броня гобліна (шолом зокрема) від Людини-павука майже комічно погано... Це не тільки не лякає, але й забороняє висловлюватись».
Незважаючи на деяку критику костюма, виконання Дефо Зеленого гобліна зараз визнано одним з найбільших супергероїв-лиходіїв у кіно. Vulture поставив Зеленого Гобліна на 19-е місце серед 25 найкращих супергероїв-лиходіїв у фільмах у 2018 році, тоді як Collider поставив його на 5-е місце серед найбільших лиходіїв фільму про Людину-павука у 2020 році. Стівен Скейф з Vice написав, що «Гоблін Дефо представляє все, що весело про супергероїв-лиходіїв, а також усе, що чудове у фільмах Реймі». Він також високо оцінив голос і мову Дефо, які допомогли подолати громіздкий костюм Зеленого гобліна, який він порівнював з костюмом лиходія Power Rangers. Озираючись на трилогію Сема Реймі, Том Голланд, який зображує Людину-павука у Кіновсесвіті Marvel, на додаток до свого партнера по голові Джейкоба Баталона, високо оцінив гру Дефо в трилогії, назвавши Зеленого Гобліна «знаковим лиходієм». Обидва актори високо оцінили здатність Дефо «оживити складного персонажа», зокрема дзеркальну сцену, де він зображує Нормана Осборна та персонажа Зеленого Гобліна. Пізніше, 4 грудня 2021 року, під час реклами фільму на панелі CCXP Brazil «Людина-павук: Немає шляху додому», коли його запитали про те, хто був найжахливішим лиходієм, Джеймі Фокс, який грає Електро у фільмі та є партнером Дефо по кличці Зелений Гоблін. найжахливіше, бо було «особистим».

### Популярність в Інтернеті
Кадр Нормана, який переслідує Людину-павука, став популярним інтернет-мемом у 2020 році. Під час фільму була повторена культова фраза Осборна «Я сам свого роду вчений», яка стала знову гайповим мемом після прем'єри «Людина-павук: Немає шляху додому».

### Нагороди
| Рік      | Фільм        | Нагорода                       | Категорія | Результат | Ref. |
| -------- | ------------ | ------------------------------ | --- | --------- | ---- |
| 2002 рік | Людина-павук | Нью-Йоркське коло кінокритиків | style="background: #99FF99; color: black; vertical-align: middle; text-align: center; " class="yes table-yes2"\|Перемога |           |      |
| 2003 рік | Людина-павук | Премія MTV Movie Awards        | style="background: #FDD; color: black; vertical-align: middle; text-align: center; " class="no table-no2"\|Номінація     | [ 27 ]    |      |
| 2003 рік | Людина-павук | Премія MTV Movie Awards        | style="background: #FDD; color: black; vertical-align: middle; text-align: center; " class="no table-no2"\|Номінація     | [ 27 ]    |      |